# 肖尼 (紐約州)
肖尼（英語：Shawnee）是位於美國紐約州尼亞加拉縣的非建制地區。

## 歷史
肖尼的郵局於1833年設立，其後於1901年停運。

## 地理
肖尼所處的海拔為高於海平面189米（即620英呎），而該地所採用的時區為UTC-5，即北美东部时区（EST）。同時該地設有夏令時間，為UTC-5調快一小時，即UTC-4（EDT）。